# Феминаморта (Пистоја)
Феминаморта је насеље у Италији у округу Пистоја, региону Тоскана.
Према процени из 2011. у насељу је живело 102 становника. Насеље се налази на надморској висини од 863 м.